# Нижні Каргали
Нижні Каргали́ (рос. Нижние Каргалы, башк. Түбәнге Ҡарғалы) — присілок у складі Благоварського району Башкортостану, Росія. Входить до складу Каргалинської сільської ради.
Населення — 179 осіб (2010; 197 в 2002).
Національний склад:
- татари — 60 %
- башкири — 34 %